# Struikganzerik

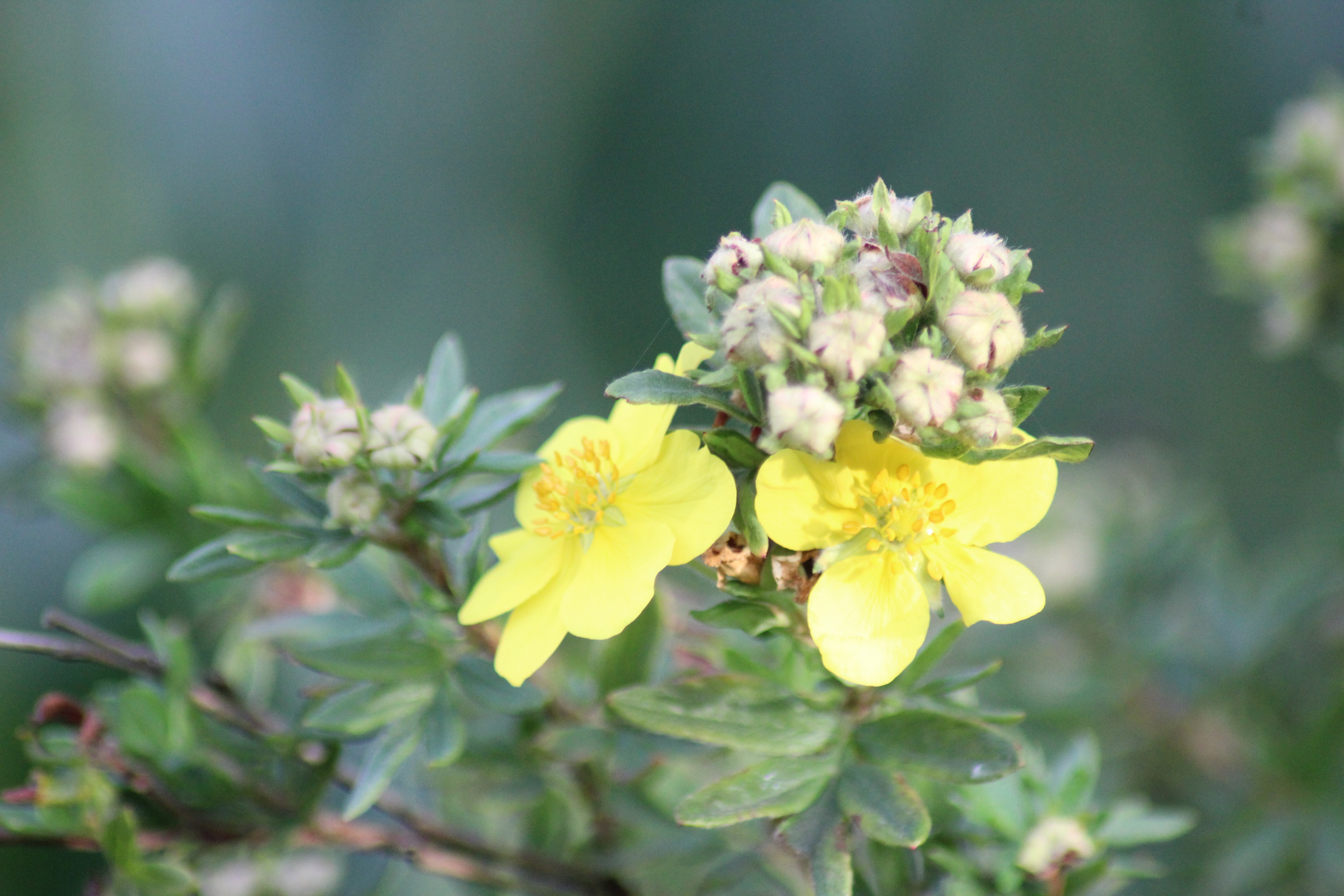
Struikganzerik in een tuin in Rotterdam-Zuid (september 2018)

De struikganzerik of heesterganzerik (Dasiphora fruticosa) is een van oorsprong Zuid-Europese bladverliezende heester plant uit het ganzerik-geslacht.
De soort wordt veel gebruikt in openbaar groen en tuinen door zijn onderhoudsgemak en winterhardheid. De soort doet het goed in verschillende grondtypes en zowel in zon als in schaduw.

## Cultivars
De soort heeft veel cultivars waaronder "Elisabeth", "Tangerine", "Gibson's Scarlet", "Abbotswood", "Golddrop", "Goldfinger".
... · 
P. anglica (Kruipganzerik) · 
P. anserina (Zilverschoon) · 
P. argentea (Viltganzerik) · 
P. erecta (Tormentil) · 
P. indica (Schijnaardbei) · 
P. intermedia (Middelste ganzerik) · 
P. norvegica (Noorse ganzerik) · 
P. palustris (Wateraardbei) · 
P. recta (Rechte ganzerik) · 
P. reptans (Vijfvingerkruid) · 
P. sterilis (Aardbeiganzerik) · 
P. sterneri · 
P. supina (Liggende ganzerik) · 
P. tabernaemontani (Voorjaarsganzerik) · 
...